# Onno Behrends

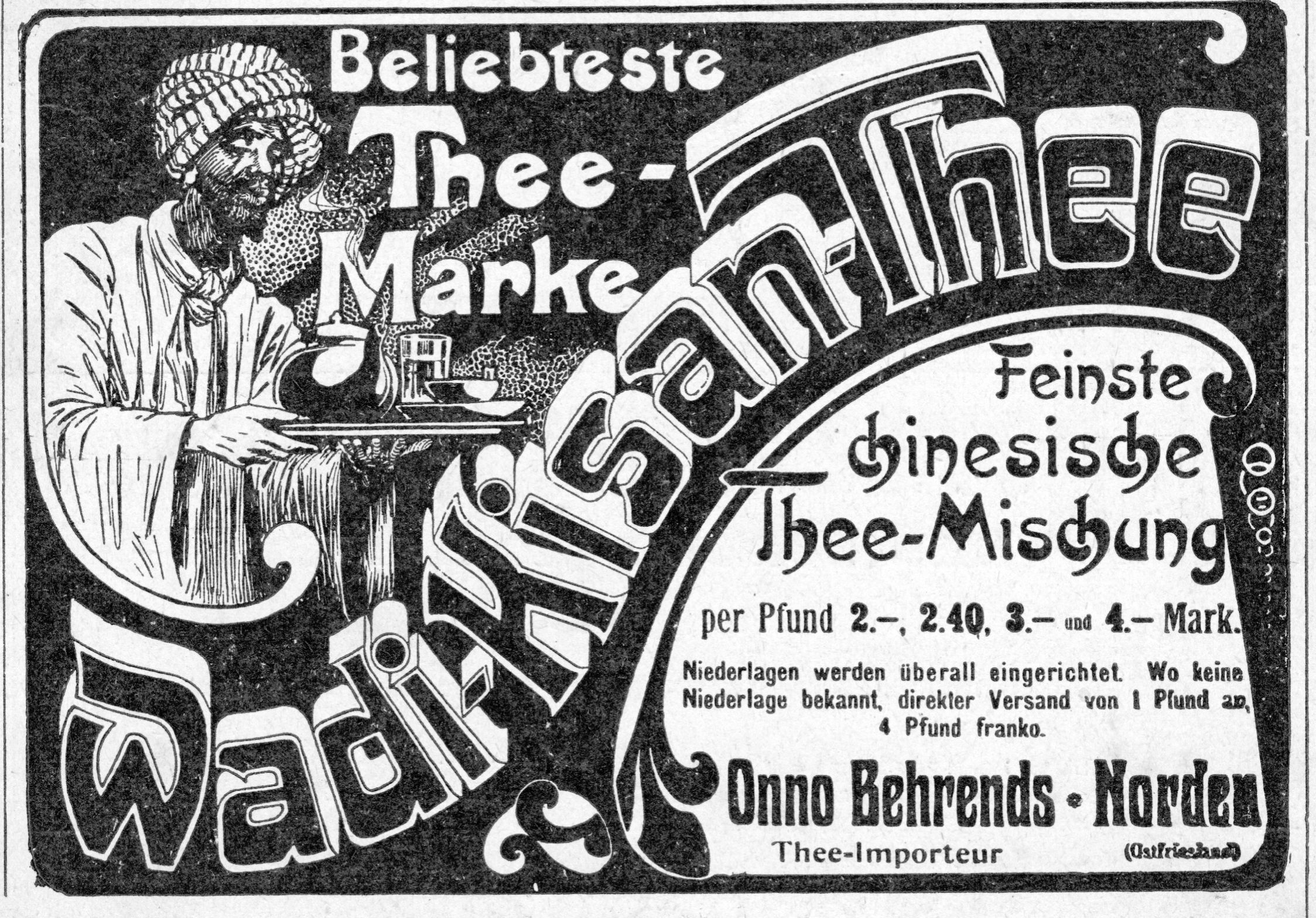
Anzeige aus dem Jahr 1904

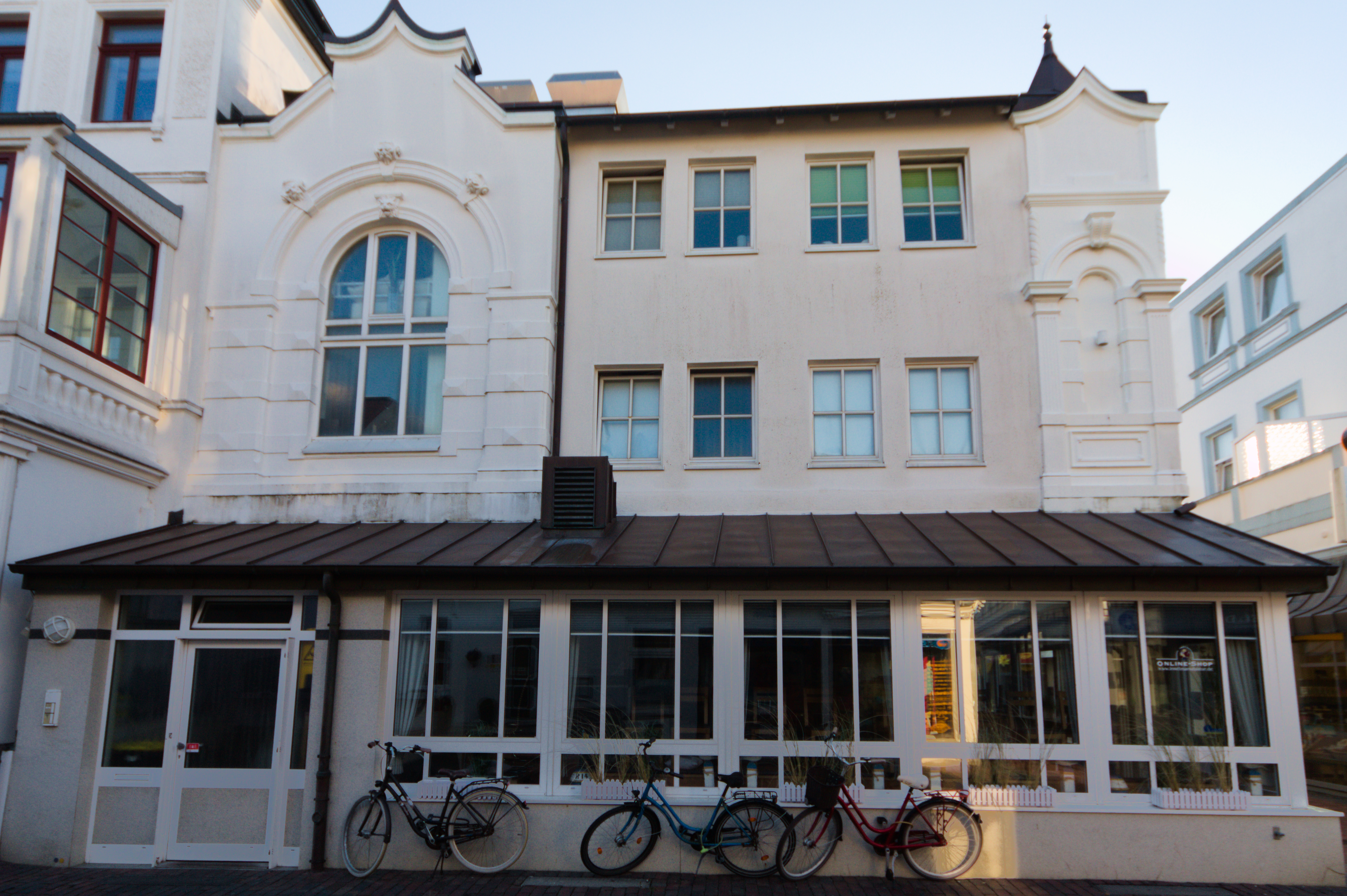
„Elefantenhaus“ auf Norderney

Onno Georg Behrends (* 1862 in Norden, Ostfriesland; † 31. Oktober 1920 ebenda) war ein ostfriesischer Teefabrikant.
Er eröffnete 1886 auf Norderney an der Ecke Strandstraße/Damenpfad ein Ladengeschäft und verkaufte unter anderem selbstabgepackten Tee. 1888 eröffnete er ein „Special-Thee-Geschäft“ in seiner Geburtsstadt Norden. 1895 wird für den Norder Teeimporteur das späterhin berühmte „Teekreuz“ als Markenzeichen eingetragen, versehen mit dem umlaufenden Band „Garantie für gute Qualität“. Damit ist das Teekreuz eine der ältesten Schutzmarken auf dem Lebensmittelsektor in Deutschland. 1899 besitzt die Firma Onno Behrends bereits rund 2000 Verkaufsstellen und das Unternehmen hat einen derart bedeutenden Marktanteil, dass es von sich selbst sagt „außer Wettbewerb“ zu sein. Onno Behrends erlag 1920 einem Schlaganfall. Das Unternehmen führte sein Sohn Bernhard Behrends weiter.
Die OnnO Behrends GmbH & Co. KG gehört heute zur Laurens Spethmann Holding.